# 呂登貴
呂登貴（1981年—），台灣導演、編劇，出生於台南市，國立臺灣藝術大學應用媒體藝術研究所畢業。

## 主要作品
- 2003年：短片《史默酷馬戲團》，擔任導演、編劇，臺北電影節國際學生影展競賽片。
- 2006年：紀錄片《天若光》，擔任導演，香港華語紀錄片節競賽片。
- 2009年：紀錄片《藝塵不染》，擔任導演，文建會資深藝術家紀錄片系列。
- 2010年：紀錄片《世界來自一個有》，擔任導演，台北市政府文化局藝文補助。
- 2011年：紀錄片《好命唸歌詩》，擔任導演，新聞局高畫質電視節目補助，台灣國際紀錄片影展台灣競賽單元[1]、高雄電影節新台風單元，受邀法國巴黎台灣文化週播映。
- 2012年：電影《女孩壞壞》，擔任編劇，新聞局長片輔導金。
- 2012年：電影《海龜男》，擔任編劇，入選金馬創投會議[2]。
- 2012年：公視學生劇展《殮財》，擔任編劇，入圍金穗獎最佳劇情片。
- 2013年：客家電視電影院《南風。六堆》系列左堆佳冬-《喀噠大作戰》，擔任導演、編劇，入圍第48屆金鐘獎電視電影最佳編劇[3]、新加坡亞洲電視節 最佳電視電影。
- 2014年：電影《屍憶》前導短片，擔任編劇，2014年金馬國際影展台灣短打單元。
- 2015年：華視單元劇《空白轉機》[4]，擔任導演。
- 2016年：紀錄片《陪你到太陽醒來》[5]，擔任導演，香港華語紀錄片節競賽片、金穗獎最佳紀錄片入圍。
- 2020年：三立迷你劇集《位！你在等我嗎？》，擔任編劇統籌。
- 2020年：短片《海上的異鄉人》，擔任導演、編劇，MOD微電影創作大賽 信義倫理特別獎 首獎、勞動人權紀事短片 社會組金獎。

## 廣告及微電影作品
| 年份 | 出品                   | 作品名稱                                 | 職位與備註                            |
| ---- | ---------------------- | ---------------------------------------- | ------------------------------------- |
| 2009 | 嬌生公司               | 《美體主張》                             | 導演、編劇，共三集。                  |
| 2009 | 董氏基金會             | 《達許披薩》                             | 導演、編劇                            |
| 2012 | Sony Tablet            | 《Play or Not篇》                        | 編劇                                  |
| 2012 | 台北市政府資訊局       | 《幸福，追不追》                         | 編劇、副導，台灣微電影節 專業組佳作。 |
| 2012 | 財政部台北國稅局       | 《爸爸的未接來電》                       | 編劇，台灣微電影節 專業組佳作。       |
| 2012 | 經濟部能源局           | 《忘了說，謝謝》                         | 編劇                                  |
| 2013 | Casio                  | 《SHEEN Four Stories》                   | 編劇，共四集。                        |
| 2013 | Canon PowerShot        | 《拍照用Canon，手機放口袋就好》          | 編劇，共三集。                        |
| 2014 | 聯想S850               | 《一半一伴》                             | 編劇                                  |
| 2014 | 樂事年度微電影         | 《食神練愛》                             | 協同編劇                              |
| 2015 | Suntory 蘇打綠茶       | 《缘来无声》                             | 編劇                                  |
| 2015 | Suntory 蘇打綠茶       | 《0.000049》                             | 編劇                                  |
| 2015 | Nu Skin                | 《Praise movie 2015》                    | 導演，共四支。                        |
| 2016 | 海飛絲                 | 《致敬肩持不屑》                         | 編劇                                  |
| 2016 | 好客麗麗               | 《下課後，我們上客》                     | 導演                                  |
| 2016 | 財團法人台灣更生保護會 | 《丁丁的願望》                           | 導演                                  |
| 2016 | 桃園市政府勞動局       | 《幸福逆轉勝》                           | 導演                                  |
| 2017 | 桃園市政府勞動局       | 《陪你走一段》                           | 導演                                  |
| 2017 | 工業技術研究院         | 《記得，那個夏天》                       | 導演、編劇，另有互動影片共四支。      |
| 2018 | 北科附工微電影         | 《青春交叉路》                           | 導演、編劇                            |
| 2018 | 新生命資訊股份有限公司 | 《初戀紙飛機》                           | 導演、編劇統籌                        |
| 2018 | 新生命資訊股份有限公司 | 《玉米濃湯》、《人生變化球》             | 編劇統籌                              |
| 2020 | GREEN PEACE 綠色和平   | 《遠洋漁工悲歌：血汗篇、團圓篇、夢境篇》 | 導演、編劇                            |
| 2020 | 揚秦國際企業           | 麥味登形象微電影《溫暖。實現》           | 導演、編劇                            |

## 出版與文學獲獎紀錄
- 《水母馬拉松》，2012，第十屆海洋文學獎童話故事類佳作。
- 《自由式(字遊式)給初學者的編劇遊戲》，2016年，五南出版社，與張英珉合著。
- 《大鐵桶與喵》，2020，台中文學獎童話佳作[6]。

## 外部連結
- YouTube上的呂登貴頻道
- 呂登貴在互联网电影资料库（IMDb）上的資料（英文）（英文）
- 呂登貴在香港影庫上的簡介